# Prädikativsatz
Als Prädikativsatz bezeichnet man in der Grammatik einen untergeordneten Satz, der die syntaktische Funktion eines Prädikativs übernimmt.
Im Gegensatz zu Adverbialsätzen, die die häufigste Klasse untergeordneter Sätze bilden, stellt der Prädikativsatz kein Adjunkt, sondern wie der Objekt- und der Subjektsatz ein Komplement, also ein grammatisch notwendiges Element eines Satzes dar. 

## Struktur
Ein Prädikativsatz komplettiert, genauso wie das Prädikativ, ein Kopulaverb. Kopulaverben sind Zeitwörter, die eine geringe lexikalische Eigenbedeutung aufweisen und nur in Verbindung mit prädikativen Teilen (Adjektiven, Substantiven oder Sätzen) ein vollständiges Prädikat bilden. Beispiele für Kopulaverben sind sein, scheinen, werden. Ein Prädikativsatz, der also nach diesen Verben folgt, wird dann häufig durch die Konjunktion dass oder Relativpronomen wie was eingeleitet. Die Probe erfolgt durch das Ersetzen des Prädikativsatzes mit es oder das.

## Beispiele
- Das Wichtigste ist, dass es regnet. (Probe: Das Wichtigste ist es.)
- Das ist, was ich schon immer tun wollte. (Probe: Das ist es.)
- Was ich wusste, war, dass es regnen würde. (Probe: Was ich wusste, war das.)